# Grande Prêmio da Suécia
O Grande Prêmio da Suécia foi um evento automobilístico da Fórmula 1 entre 1973 e 1978.

## Vencedores do GP da Suécia
O fundo rosa indica que a prova não fez parte do Mundial de Fórmula 1.
| Ano                             | Piloto                                                           | Chassi/Motor                                                     | Local                                                            | Resumo                                                           |                                                                  |
| ------------------------------- | ---------------------------------------------------------------- | ---------------------------------------------------------------- | ---------------------------------------------------------------- | ---------------------------------------------------------------- | ---------------------------------------------------------------- |
| 1933                            | Antonio Brivio                                                   | Alfa Romeo                                                       | Norra Vram                                                       | Detalhes                                                         |                                                                  |
| Não realizado entre 1934 e 1948 |                                                                  |                                                                  |                                                                  |                                                                  |                                                                  |
| 1949                            | Príncipe Bira                                                    | Maserati                                                         | Skarpnäck                                                        | Detalhes                                                         |                                                                  |
| Não realizado em 1950 e 1951    |                                                                  |                                                                  |                                                                  |                                                                  |                                                                  |
| 1952                            | Gunnar Carlsson                                                  | Mercury Ardun Special                                            | Skarpnäck                                                        | Detalhes                                                         |                                                                  |
| 1953                            | Erik Lundgren                                                    | EL Special                                                       | Skarpnäck                                                        | Detalhes                                                         |                                                                  |
| Não realizado em 1954 e 1955    |                                                                  |                                                                  |                                                                  |                                                                  |                                                                  |
| 1956                            | Phil Hill Maurice Trintignant                                    | Ferrari                                                          | Kristianstad                                                     | Detalhes                                                         |                                                                  |
| 1957                            | Jean Behra Stirling Moss                                         | Maserati                                                         | Kristianstad                                                     | Detalhes                                                         |                                                                  |
| Não realizado entre 1958 e 1966 |                                                                  |                                                                  |                                                                  |                                                                  |                                                                  |
| 1967                            | Jackie Stewart                                                   | Matra-Ford                                                       | Karlskoga                                                        | Detalhes                                                         |                                                                  |
| Não realizado entre 1968 e 1972 |                                                                  |                                                                  |                                                                  |                                                                  |                                                                  |
| 1973                            | Denny Hulme                                                      | McLaren-Ford                                                     | Anderstorp                                                       | Detalhes                                                         |                                                                  |
| 1974                            | Jody Scheckter                                                   | Tyrrell-Ford                                                     | Anderstorp                                                       | Detalhes                                                         |                                                                  |
| 1975                            | Niki Lauda                                                       | Ferrari                                                          | Anderstorp                                                       | Detalhes                                                         |                                                                  |
| 1976                            | Jody Scheckter                                                   | Tyrrell-Ford                                                     | Anderstorp                                                       | Detalhes                                                         |                                                                  |
| 1977                            | Jacques Laffite                                                  | Ligier-Matra                                                     | Anderstorp                                                       | Detalhes                                                         |                                                                  |
| 1978                            | Niki Lauda                                                       | Brabham-Alfa Romeo                                               | Anderstorp                                                       | Detalhes                                                         |                                                                  |
| 1979                            | Previsto para 17 de junho, foi cancelado por falta de patrocínio | Previsto para 17 de junho, foi cancelado por falta de patrocínio | Previsto para 17 de junho, foi cancelado por falta de patrocínio | Previsto para 17 de junho, foi cancelado por falta de patrocínio | Previsto para 17 de junho, foi cancelado por falta de patrocínio |
| Fontes:                         |                                                                  |                                                                  |                                                                  |                                                                  |                                                                  |